# حشرات وزغی
حشرات وزغی (نام علمی: Gelastocoridae) نام یک تیره از فروراسته سوزنی‌ریختان است.